# خیسارجیک
خیسارجیک (به صربی: Hisardžik) یک منطقهٔ مسکونی در صربستان است که در پریژپولجه واقع شده‌است. خیسارجیک ۲۸۵ نفر جمعیت دارد.